# 博爾蘇基 (文尼察州)
48°45′14″N 29°31′28″E / 48.75389°N 29.52444°E
博爾蘇基（烏克蘭語：Борсуки）是位於烏克蘭西南部文尼察州海辛區的村莊，處於莫爾達西夫河畔，始建於1700年，面積1.05平方公里，海拔高度229米，2001年人口332。